# Crowdfunding immobiliare

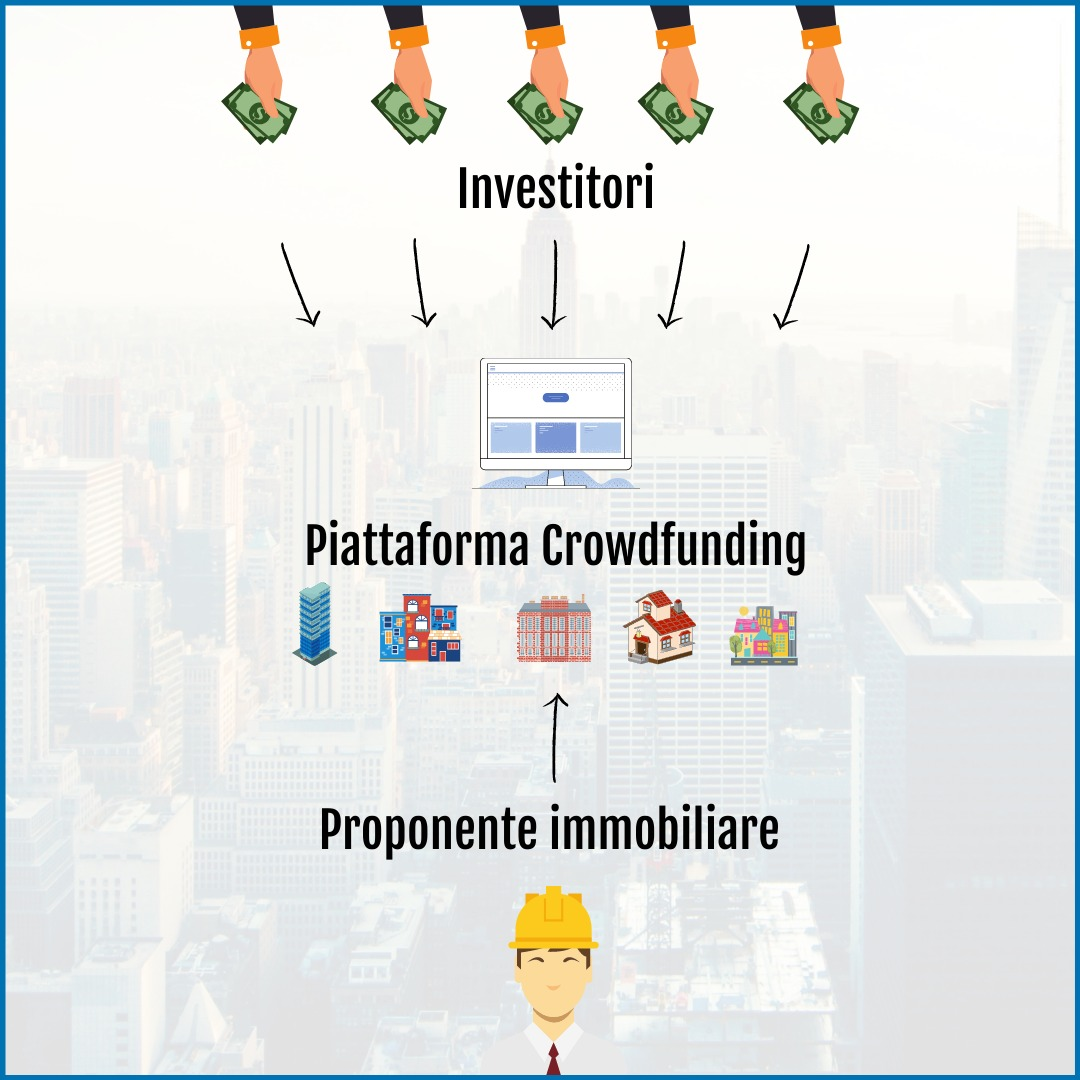
Crowdfunding Immobiliare IMG

Il crowdfunding immobiliare è un sistema innovativo volto a finanziare operazioni immobiliari ricorrendo a un’ampia base di finanziatori. 
Le raccolte fondi avvengono perlopiù sul web, attraverso piattaforme dedicate. Da qui, il termine inglese crowdfunding che, tradotto letteralmente, significa “finanziamento da parte della folla”.
Negli ultimi anni, il crowdfunding immobiliare è stato protagonista di una crescita significativa, sia in Italia che nel resto del mondo. Basti pensare che, nel 2019, i fondi investiti in operazioni di crowdfunding immobiliare ammontavano globalmente a quasi 11 miliardi di dollari americani.
Guardando invece all’Italia, soltanto nel 2022 sono stati raccolti più di 148,15 milioni di euro: 59.026 investitori hanno finanziato 354 operazioni immobiliari ( Crowdfunding Buzz, Dati e statistiche mercato Crowdfunding Immobiliare italiano, su crowdfundingbuzz.it.).

## Definizione
Il crowdfunding immobiliare è un sistema di finanziamento collettivo, in quanto si fonda sulla possibilità di rivolgersi a un gran numero di investitori per raccogliere i fondi necessari a finanziare operazioni immobiliari. Tali operazioni possono essere di vario genere: può trattarsi ad esempio di compravendite, oppure dell’acquisizione di immobili a reddito.
È opinione comune considerare il crowdfunding immobiliare come una forma di democratizzazione di un settore che, fino a non molto tempo fa, era accessibile unicamente ai grossi investitori con la possibilità di muovere capitali importanti. Essendo il crowdfunding fondato sul principio di unire le forze di un gran numero di finanziatori, in genere il singolo investitore può partecipare alle raccolte fondi anche con una cifra modesta, che può variare indicativamente tra i 100 e i 1.000 euro. In questo modo, il crowdfunding ha esteso l’accessibilità del settore immobiliare ai piccoli investitori e risparmiatori, che in precedenza ne rimanevano esclusi.
Allo stesso tempo, il crowdfunding immobiliare è stato in grado di portare dei benefici considerevoli anche ai promotori di operazioni immobiliari. Il fatto di poter entrare in contatto con una grande comunità di potenziali finanziatori consente infatti di raccogliere grossi capitali in tempi relativamente brevi.

## Differenza tra lending, equity e debt crowdfunding
Esistono diverse tipologie di crowdfunding immobiliare e, in ognuna di queste, gli investitori assumono una posizione particolare nei confronti della società proponente. Le due principali sono il lending, l’equity, e il debt crowdfunding.
Con il lending crowdfunding, i finanziatori contribuiscono a finanziare operazioni immobiliari prestando il loro denaro e ottenendo in cambio un interesse remunerativo.
Con l’equity crowdfunding, invece, gli investitori acquistano delle quote della società proponente, diventandone quindi soci e partecipando di conseguenza agli utili e alle eventuali perdite.
Con il debt crowdfunding le piccole e medie imprese emettono obbligazioni e strumenti finanziari di debito, che gli investitori possono acquistare. In questo caso, non si investe nel capitale di rischio di una società, ma si concede a quest'ultima un finanziamento, in cambio della restituzione del capitale investito maggiorato degli interessi maturati. 
Mentre le piattaforme di equity e debt crowdfunding devono essere autorizzata dalla Consob ad operare, quelle di lending non prevedono tale vigilanza.
Nel settore immobiliare, finora il lending crowdfunding si è espanso maggiormente rispetto all’equity. Se guardiamo all’Italia, nel 2022 i finanziatori che hanno scelto la tipologia lending sono stati 52.981, contro i 6.045 che si sono invece orientati sull’equity. Questo dato può essere almeno in parte spiegato dal rischio connesso alle due tipologie di crowdfunding. Inoltre, nonostante il numero di investitori sia inferiore nell'equity, l'investimento medio è di gran lunga superiore: € 12.400 contro i € 3.200 del lending (dati riferiti al 2022).

## Evoluzione del crowdfunding immobiliare
Il crowdfunding immobiliare ha sperimentato una crescita significativa nel corso degli ultimi anni. A livello globale, le piattaforme dedicate sono aumentate da 8 nel 2012 a 144 nel 2019, 38 delle quali hanno sede nell’Unione Europea. Sempre nell’UE, l’ammontare dei fondi raccolti è passato da poco più di 2 milioni di euro nel 2012 a più di 815 milioni nel 2019.
Guardando all’evoluzione italiana tra il 2017 e il 2020, non si può che evidenziare un incremento considerevole: il numero di progetti è passato da 7 a ben 182, i fondi raccolti da 1,8 a 65,3 milioni e il numero di finanziatori da 2.150 a 42.672.

## Evoluzione normativa
Attualmente la normativa che regola il crowdfunding è nazionale. 
A marzo 2023 il Consiglio dei Ministri ha approvato, in esame definitivo, il decreto legislativo di adeguamento della normativa nazionale alle disposizioni del regolamento (UE) 2020/1503 relativo ai fornitori di servizi di crowdfunding per le imprese, e che modifica il regolamento (UE) 2017/1129 e la direttiva (UE) 2019/1937. Il Regolamento (UE) 2020/1503 sui fornitori di servizi di crowdfunding per le imprese comporta un importante impatto per il mercato dei capitali europeo, con l’obiettivo di armonizzare le regole di comportamento a livello dell’Unione europea e di aumentare le capacità di raccolta di capitali e di investimento su base transfrontaliera.

## Le principali piattaforme di crowdfunding immobiliare in Italia
Se guardiamo all’ammontare di fondi raccolti in Italia nel corso del 2023, le piattaforme di lending crowdfunding immobiliare in cima alla classifica sono:
- Recrowd (con 69,5 milioni di euro);
- Rendimento Etico (con 19,2 milioni di euro);
- Trusters (con 16,3 milioni).

Riguardo invece alle piattaforme di equity crowdfunding, ai primi posti troviamo:
- Walliance (con 19,4 milioni di euro)
- Concrete Investing (con 13,1 milioni di euro)
- Mamacrowd (con 8,9 milioni di euro).

Walliance si conferma dunque come la piattaforma italiana di crowdfunding immobiliare che anche nel 2023 ha raccolto l’ammontare di finanziamenti più elevato in assoluto. La piattaforma è balzata alle cronache a gennaio 2020 per aver aperto il suo mercato in Francia, a marzo 2023 per essere sbarcata in Spagna, e a novembre 2023 per aver ottenuto l'autorizzazione ad operare come portale di crowdfunding europeo e come SIM ed aver acquisito Lymo Finance, il primo portale di crowdfunding immobiliare lanciato in Francia.